# 1927年1月3日日食
1927年1月3日日食是一次日環食，發生於1927年1月3日（東半球為1月4日）。新月當天（即朔日），地球上觀測到月球和太阳的角距離極小，此時月球如果恰好在月球交點附近，穿過太阳和地球之間，與地球、太阳接近一直線，則會出現日食。月球穿過太阳和地球之間，但距地球較遠，本影未能接觸地表，而使偽本影覆蓋的區域內看到月球的角直徑小於太陽，就形成日環食，同時在偽本影兩側數千公里的半影範圍內形成日偏食。此次日環食經過了新西兰、智利、阿根廷、乌拉圭、巴西，日偏食則覆蓋了太平洋中南部、南美洲大部及周邊部分地區。

## 日食概況

### 出現區域
澳大利亚東海岸以東約290公里的塔斯曼海西部海面在1月4日日出時最先看到日環食，此後月球偽本影向東南擦過新西兰北端，跨過國際日期變更線，在南极洲玛丽·伯德地以北約2200公里處、遠離陸地的南太平洋達到最大食分。此後偽本影逐漸轉向東北，經過很長的洋面後從智利湖大區海岸北部登上南美洲，斜貫阿根廷、乌拉圭後從巴西南里奧格蘭德州和聖卡塔琳娜州交界處海岸進入南大西洋，在1月3日日落時分結束於聖卡塔琳娜州以東約300公里的洋面。
偽本影經過的陸地依次包括：

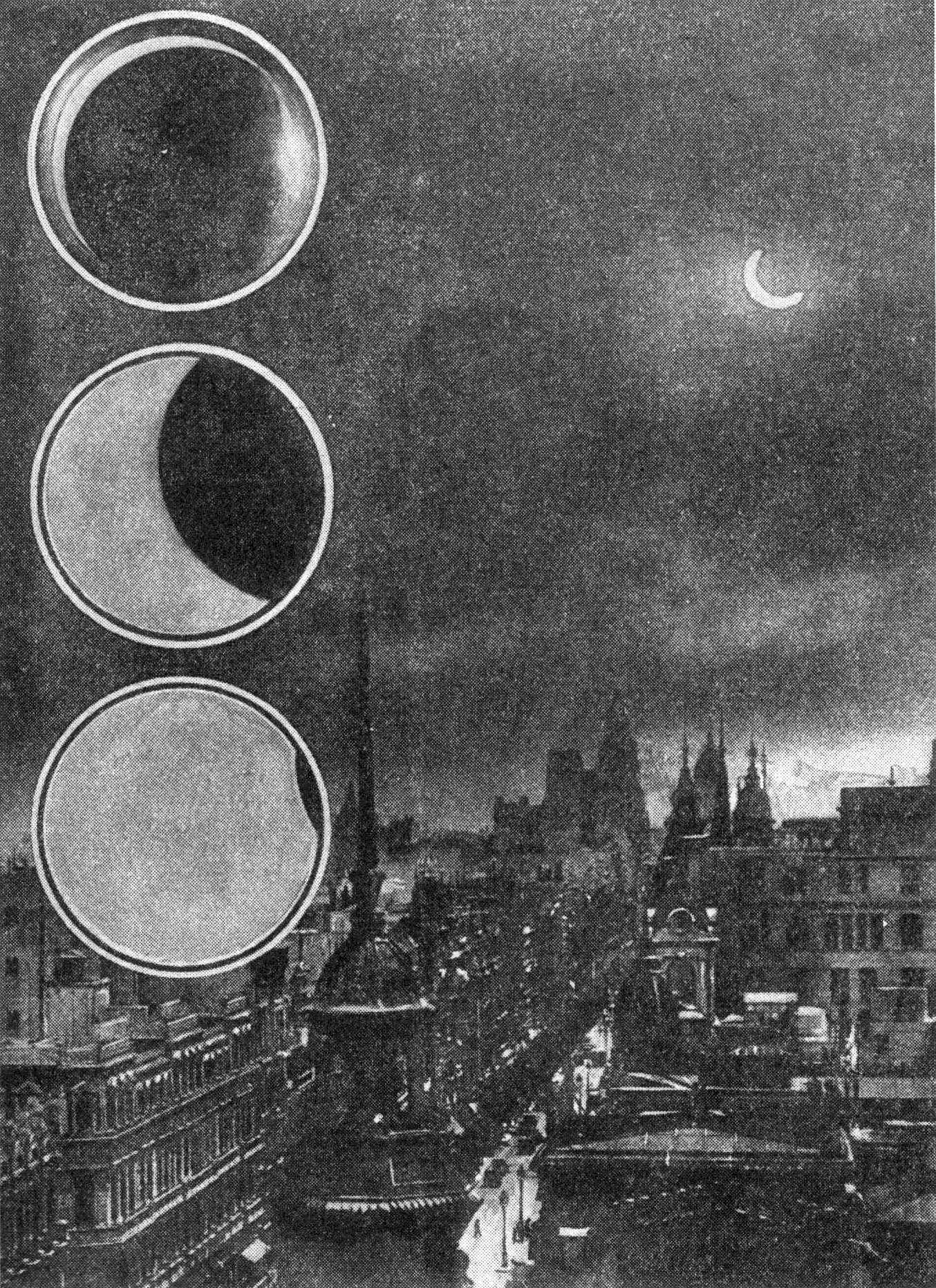
阿根廷布宜諾斯艾利斯看到的日偏食

- 新西兰：北地大區北部，奧克蘭大區的莫科希納烏群島（英语：Mokohinau Islands）除南部外的大部、大巴里爾島北端、拉基圖島（英语：Rakitu Island）除南端外的大部；
- 智利：自西南向東北斜貫湖大區西北部和河大區中部偏東；
- 阿根廷：自西南向東北斜貫內烏肯省南部、內格羅河省北部、拉潘帕省、布宜諾斯艾利斯省北部、恩特雷里奧斯省東南部；
- 乌拉圭：科洛尼亞省極西北角、索里亞諾省西北半部、里奧內格羅省東南部、弗洛雷斯省北部、杜拉斯諾省西北部、塔夸倫博省南半部、里韋拉省東南部、塞羅拉爾戈省北部；
- 巴西：自西南向東北斜貫南里奧格蘭德州東南部後擦過聖卡塔琳娜州極南端。[3][4]

除了上述極狹窄的環食帶內能看到日環食之外，月球半影覆蓋範圍內都能看到日偏食，包括澳大利亚東南部、美拉尼西亚島群東部、密克羅尼西亞島群東南部、玻里尼西亞島群南部、南美洲除北部外的大部，及南极洲除靠近非洲的一小片海岸外的絕大部分。
月球在其軌道上自西向東轉動，發生日食時，月球在地球表面的陰影也大多自西向東移動，而從地球上看，太阳的西側先被月球遮掩，然後逐漸向東。但此次日食發生在南半球的夏季，地軸南端向太阳方向傾斜，月球偽本影經過了晨昏圈最南端附近的區域，因而在东部南极洲附近的一部分被半影覆蓋、看到日偏食的區域內，月影在地表自東向西移動，地面上看到的太阳東側最先被月球遮掩。此外，國際日期變更線以東的區域在1月3日看到日食，以西的區域在1月4日看到日食，而南极洲無確定时区，或在1月3日，或在1月4日，部分處於極晝的地區日偏食從1月3日深夜持續到1月4日凌晨。

### 基本參數
本次日環食發生時，月球本影錐的末端較接近地表，使偽本影覆蓋範圍極窄，環食持續時間極短，而食分非常接近於1，即看到太陽被遮掩後形成的「環」非常細。南太平洋的最大食分達0.9995，偽本影只有2.1公里寬，環食持續時間僅2.6秒，是本次偽本影最窄、環食持續時間最短處。而即使是在偽本影最寬、環食持續時間最長處，即最初進入偽本影的塔斯曼海西部，偽本影也只有71公里寬，環食持續時間僅51.6秒。
- 類型：日環食
- 食甚中心處（位於南太平洋）資料：
  - 時間：1927年1月3日20:22:29.0
  - 地點：52°48.6′S 124°45.5′W / 52.8100°S 124.7583°W
  - 食分：0.9995（環食帶內最大）
  - 日環食持續時間：2.6秒

## 相關的日食

### 1924-1928年的日食
月球交替位於相對的月球交點時，以半個交點年（食年），即約177天又4小時間隔出現下列日食。
註：1924年3月5日和1924年8月30日的日偏食屬於上一組交點年系列。1928年5月19日的日全食和1928年11月12日的日偏食屬於下一組交點年系列。
| 升交點   | 升交點                   |          | 降交點                    | 降交點 |
| 沙羅周期 | 地圖                     | 沙羅周期 | 地圖                      |        |
| 115      | 1924年7月31日 偏食（南） | 120      | 1925年1月24日 全食        |        |
| 125      | 1925年7月20日 環食       | 130      | 1926年1月14日 全食        |        |
| 135      | 1926年7月9日 環食        | 140      | 1927年1月3日 環食         |        |
| 145      | 1927年6月29日 全食       | 150      | 1927年12月24日 偏食（南） |        |
| 155      | 1928年6月17日 偏食（北） |          |                           |        |

### 沙羅周期
沙羅周期長度為18年11天。本次日食屬於沙羅周期140，共包含71次日食，依次為1512年4月16日至1638年7月11日的8次日偏食、1656年7月21日至1836年11月9日的11次日全食、1854年11月20日至1908年12月23日的4次全環食（亦稱混合食）、1927年1月3日至2485年12月7日的32次日環食、2503年12月19日至2774年6月1日的16次日偏食，總共歷時1262.11年。其中最長的全食發生於1692年8月12日，共持續了4分10秒。
下表列舉了1901年至2100年間發生的屬於該周期的日食，是第23至33次：
| 23             | 24            | 25            |
| -------------- | ------------- | ------------- |
| 1908年12月23日 | 1927年1月3日  | 1945年1月14日 |
| 26             | 27            | 28            |
| 1963年1月25日  | 1981年2月4日  | 1999年2月16日 |
| 29             | 30            | 31            |
| 2017年2月26日  | 2035年3月9日  | 2053年3月20日 |
| 32             | 33            |               |
| 2071年3月31日  | 2089年4月10日 |               |

## 資料來源
1. ↑  樊忠玉. . 中国天文科普网.   [2016-03-30]. （原始内容存档于2014-09-17）.
2. 1 2  Fred Espenak. . NASA Eclipse Web Site.   [2016-03-30]. （原始内容存档于2020-10-21）.（英文）
3. ↑  Fred Espenak. . NASA Eclipse Web Site.   [2016-03-30]. （原始内容存档于2020-10-21）.（英文）
4. ↑  Xavier M. Jubier. .   [2016-03-30]. （原始内容存档于2019-06-09）.（法文）（英文）
5. ↑  Fred Espenak. . NASA Eclipse Web Site.   [2016-03-30]. （原始内容存档于2017-12-28）.（英文）
6. ↑  Fred Espenak. . NASA Eclipse Web Site.   [2016-03-30]. （原始内容存档于2020-10-23）.（英文）
7. ↑  Fred Espenak. . NASA Eclipse Web Site.（英文）

## 外部連結
- NASA日食專頁（页面存档备份，存于）（英文）
- 可見區域圖和時間統計：由弗雷德·埃斯佩纳克做出的日食預報，NASA/GSFC
  - Google互動地圖呈現的日食範圍
  - 貝塞爾元素
- Google地圖顯示的日環食和日偏食範圍（页面存档备份，存于）（法文）（英文）

| \| \| 日食 \|                            |                             |                                           |
| 上一次日食： 1926年7月9日日食 （日環食） | 1927年1月3日日食 （日環食） | 下一次日食： 1927年6月29日日食 （日全食） |
| 上一次日環食： 1926年7月9日日食          | 1927年1月3日日食 （日環食） | 下一次日環食： 1929年11月1日日食          |
|                                          | 日食                        |                                           |